# JD Gaming
JD Gaming (JDG) és una organització professional xinesa d'eSports amb seu a Pequín. Té dos equips de la League of Legends: una llista principal anomenada oficialment Beijing JDG Intel Esports Club, competeix a la League of Legends Pro League (LPL), la lliga de primer nivell del joc a la Xina, i una llista d'acadèmia anomenada Joy Dream que competeix a la League of Legends Developmental League (LDL), la lliga secundària de la Xina. Ambdós equips es van formar el 20 de maig de 2017 després que l'empresa de comerç electrònic JD.com adquirís el lloc LPL dels QG Reapers i el lloc LSPL (ara LDL) de Now or Never.
Abans de les adquisicions, JD Gaming tenia un equip exclusivament femení de League of Legends i un equip Overwatch, els quals només van tenir un petit èxit i van ser dissolts.

## Història
La majoria dels jugadors i el personal de QG Reapers es van unir a JD Gaming després de l'adquisició de la seva organització per JD.com el 20 de maig de 2017. La primera llista de JD Gaming consistia en Kan "Kabe" Ho-man, Junglers Kim "Clid" Tae-min i Chang "Xinyi" Ping, Kim "Doinb" Tae-sang, bot laners Xu "Barrett" Qiubin i Lee "LokeN" Dong-wook, i suporta Hu "Cloud" Zhenwei i Zuo "LvMao" Minghao. El primer torneig de l'equip va ser la Copa Demacia de 2017, que van quedar novens a dotzè després de perdre 0–2 contra el LGD Gaming.
JD Gaming va ser col·locat en el Grup B per la LPL Summer Split de 2017, quedant cinquè en el seu grup amb un rècord de 6-10. L'equip es va classificar pel Torneig Nacional d'Esports Electrònics de 2017 (NEST) després de derrotar Edward Gaming 2-0 en la classificació. JD Gaming va ser capaç d'arribar a les finals del NIU, on van perdre 0–2 contra Invictus Gaming. Després de NEST, JD Gaming va patir diversos canvis de llista: Kabe, Xinyi, Doinb, Barrett i Cloud van deixar l'equip, mentre que Zhang "Zoom" Xingran i Zeng "YaGao" Qo es van unir per reemplaçar les posicions vacants. La nova llista revisada de Zoom, Clid, YaGao, LokeN i LvMao es va classificar quarta en el Campionat de Demacia de 2017 després de perdre 0–2 contra Invictus Gaming una vegada més.
Durant la LPL Spring Split de 2018, JD Gaming va ser membre de la conferència oriental de la lliga, on es van classificar quarts amb un rècord de 10-9. Aquesta posició els va classificar per als playoffs, on van quedar setens a vuitè en general després de perdre 0–3 contra el Bilibili Gaming. JD Gaming va quedar tercer en la conferència oriental de LPL Summer Split de 2018 amb un rècord de 13–6 i es va classificar per als playoffs, on van tornar a quedar tercers després de derrotar a Rogue Warriors 3–0 en el tercer partit. L'equip no va poder classificar-se per al Campionat del Món de 2018 després que Edward Gaming els va deixar fora de les Finals Regionals LPL de 2018 amb una victòria 3–2. JD Gaming va ocupar el primer lloc al NEST 2018 després de derrotar Topsports Gaming 2–1 a les finals.
Clid i LokeN van deixar JD Gaming durant la temporada baixa el 20 de novembre de 2018. El desembre de 2018, els junglers cantats "Flawless" Yeon-jun i . "Levi" Duy Khnnh van ser adquirits de Rogue Warriors i 100 Thieves respectivament, mentre que els bot laners Ju "Bvoy" Yeong-hoon i Gu "Imp" Seung-bin es van unir de Young Miracles i Team WE respectivament per completar la llista. La nova llista es va situar setena a vuitena a la Copa Demacia de 2018.
JD Gaming va quedar vuitè en la temporada regular de la LPL Spring Split de 2019, amb prou feines classificant-se per als playoffs com a última llavor. L'equip va superar les expectatives de molts analistes arribant a les grans finals després d'acceptar victòries molestes sobre Team WE, Royal Never Give Up, i FunPlus Phoenix, que van ser cinquè, quart i primer respectivament en la temporada regular. No obstant això, JD Gaming va ser finalment escombrat 3-0 per Invictus Gaming a les grans finals.
Es va anunciar el 13 de maig de 2019 que Levi i Bvoy havien deixat JD Gaming, amb el primer tornant al seu anterior equip, GAM Esports. El 23 de maig de 2019, el jungler Seo "Kanavi" Jin-hyeok es va unir a JD Gaming de Griffin.
JD Gaming va quedar desè en la temporada regular de la LPL Summer Split 2019, faltant els playoffs. L'equip no va poder classificar-se per al Campionat del Món de 2019 després de perdre per poc contra Invictus Gaming a la primera ronda de les finals regionals. Imp es va retirar i va deixar JD Gaming a finals de 2019, i va ser reemplaçat per l'antic bot de Top Esports Lee "LokeN" Dong-wook. Amb aquesta nova llista, JD Gaming va quedar tercer a la Copa Demacia 2019, derrotant Vici Gaming al tercer lloc.
JD Gaming no va fer cap canvi addicional de llista entrant en la LPL Spring Split de 2020, i va acabar segon en la temporada regular. Aquesta posició va donar a JD Gaming un adeu a les semifinals, on van escombrar als campions del món que defensaven FunPlus Phoenix en un resultat molest. JD Gaming llavors va derrotar Top Esports en una sèrie propera a les grans finals, guanyant el seu primer títol LPL.

## Equip actual
| \| Role \| Nom de joc \| Nom \| Nacionalitat \| \| ------- \| ---------- \| ------------- \| ------------ \| \| Top \| 369 \| Bai Jiahao \| China \| \| Jungle \| Kanavi \| Seo Jin-hyeok \| South Korea \| \| Mid \| knight \| Zhuo Ding \| China \| \| Bot \| Ruler \| Park Jae-hyuk \| South Korea \| \| Support \| Missing \| Lou Yunfeng \| China \| \| Mid \| Yimeng \| Chen Mingyong \| China \| \| Top \| M1kuya \| Chang Xiao \| China \| | Entrenador Principal Yoon "Homme" Sung-young Entreneador assistent Chen "Xiasu" Long |               |              |
| Role | Nom de joc                                                                           | Nom           | Nacionalitat |
| Top | 369                                                                                  | Bai Jiahao    | China        |
| Jungle | Kanavi                                                                               | Seo Jin-hyeok | South Korea  |
| Mid | knight                                                                               | Zhuo Ding     | China        |
| Bot | Ruler                                                                                | Park Jae-hyuk | South Korea  |
| Support | Missing                                                                              | Lou Yunfeng   | China        |
| Mid | Yimeng                                                                               | Chen Mingyong | China        |
| Top | M1kuya                                                                               | Chang Xiao    | China        |

## Resultats de torneig
| Posició     | Event                            | Resultat final (W–L)          |
| ----------- | -------------------------------- | ----------------------------- |
| 9é–12é      | 2017 Demacia Cup                 | 0–2 (contra LGD Gaming)       |
| 5é          | 2017 LPL Summer Split (Group B)  | 6–10                          |
| Qualificats | NEST 2017 Qualifiers             | 2–0 (contra Edward Gaming)    |
| 2n          | NEST 2017                        | 0–2 (contra Invictus Gaming)  |
| 4t          | 2017 Demacia Championship        | 0–2 (contra Invictus Gaming)  |
| 4t          | 2018 LPL Spring Split (East)     | 10–9                          |
| 7é–8é       | 2018 LPL Spring Playoffs         | 0–3 (contraBilibili Gaming)   |
| 3é          | 2018 LPL Summer Split (East)     | 13–6                          |
| 3é          | 2018 LPL Summer Playoffs         | 3–0 (contra Rogue Warriors)   |
| 3é          | 2018 LPL Regional Finals         | 2–3 (contra Edward Gaming)    |
| 1é          | NEST 2018                        | 2–1 (contra Topsports Gaming) |
| 7é–8é       | 2018 Demacia Cup                 | 1–2 (contra Edward Gaming)    |
| 8é          | 2019 LPL Spring Split            | 9–6                           |
| 2n          | 2019 LPL Spring Playoffs         | 0–3 (contra Invictus Gaming)  |
| 5é–8é       | NEST 2019                        | 1–2 (contra Invictus Gaming)  |
| 2n          | Rift Rivals 2019 LCK-LPL-LMS-VCS | 1–3 (contra LCK)              |
| 10é         | 2019 LPL Summer Split            | 6–9                           |
| 3é          | 2019 LPL Regional Finals         | 2–3 (contra Invictus Gaming)  |
| 3é          | 2019 Demacia Cup                 | 3–0 (contra Vici Gaming)      |
| 1é          | 2020 LPL Scrims League           | 3–0                           |
| 2n          | 2020 LPL Spring Split            | 12–4                          |
| 1é          | 2020 LPL Spring Playoffs         | 3–2 (contra Top Esports)      |
| 1é          | 2020 LPL Summer Split            | 13–3                          |
| 2n          | 2020 LPL Summer Playoffs         | 2–3 (contra Top Esports)      |
| 5é–8é       | 2020 World Championship          | 1–3 (contra Suning)           |
| 3é–4t       | 2020 Demacia Cup                 | 2–3 (contra Team WE)          |
| 4t          | 2021 LPL Spring Split            | 12–4                          |
| 5é–6é       | 2021 LPL Spring Playoffs         | 1–3 (contra FunPlus Phoenix)  |
| 12é         | 2021 LPL Summer Split            | 7–9                           |